# BAFTA (премия, 1979)
32-я церемония вручения наград премии BAFTA

Лучший фильм: 

Джулия 

Julia
< 31-я Церемонии вручения 33-я >
32-я церемония вручения наград премии BAFTA, учреждённой Британской академией кино и телевизионных искусств, за заслуги в области кинематографа за 1978 год состоялась в 1979 году.
Специальная премия Robert Flaherty Documentary Award была вручена картине «Безмолвный свидетель» режиссёра Дэвида Рольфа.

## Полный список победителей и номинантов
| Победители выделены отдельным цветом. |

### Основные категории
| Категории                                               | Победитель и номинанты                                                         |
| ------------------------------------------------------- | ------------------------------------------------------------------------------ |
| Лучший фильм                                            | • «Джулия»                                                                     |
| Лучший фильм                                            | • «Близкие контакты третьей степени»                                           |
| Лучший фильм                                            | • «Звёздные войны. Эпизод IV: Новая надежда»                                   |
| Лучший фильм                                            | • «Полуночный экспресс»                                                        |
| Лучшая режиссёрская работа                              | • Алан Паркер — «Полуночный экспресс»                                          |
| Лучшая режиссёрская работа                              | • Стивен Спилберг — «Близкие контакты третьей степени»                         |
| Лучшая режиссёрская работа                              | • Фред Циннеман — «Джулия»                                                     |
| Лучшая режиссёрская работа                              | • Роберт Олтмен — «Свадьба»                                                    |
| Лучшая мужская роль                                     | • Ричард Дрейфусс — «До свидания, дорогая»                                     |
| Лучшая мужская роль                                     | • Брэд Дэвис — «Полуночный экспресс»                                           |
| Лучшая мужская роль                                     | • Питер Устинов — «Смерть на Ниле»                                             |
| Лучшая мужская роль                                     | • Энтони Хопкинс — «Магия»                                                     |
| Лучшая женская роль                                     | • Джейн Фонда — «Джулия»                                                       |
| Лучшая женская роль                                     | • Джилл Клейберг — «Незамужняя женщина»                                        |
| Лучшая женская роль                                     | • Энн Бэнкрофт — «Поворотный пункт»                                            |
| Лучшая женская роль                                     | • Марша Мейсон — «До свидания, дорогая»                                        |
| Лучшая мужская роль второго плана                       | • Джон Хёрт — «Полуночный экспресс»                                            |
| Лучшая мужская роль второго плана                       | • Джин Хэкмен — «Супермен»                                                     |
| Лучшая мужская роль второго плана                       | • Джейсон Робардс — «Джулия»                                                   |
| Лучшая мужская роль второго плана                       | • Франсуа Трюффо — «Близкие контакты третьей степени»                          |
| Лучшая женская роль второго плана                       | • Джеральдин Пейдж — «Интерьеры»                                               |
| Лучшая женская роль второго плана                       | • Мэгги Смит — «Смерть на Ниле»                                                |
| Лучшая женская роль второго плана                       | • Анджела Лэнсбери — «Смерть на Ниле»                                          |
| Лучшая женская роль второго плана                       | • Мона Уошборн — «Стиви»                                                       |
| Самый многообещающий дебютант, исполнивший главную роль | • Кристофер Рив — «Супермен»                                                   |
| Самый многообещающий дебютант, исполнивший главную роль | • Брэд Дэвис — «Полуночный экспресс»                                           |
| Самый многообещающий дебютант, исполнивший главную роль | • Мелани Майрон — «Подружки»                                                   |
| Самый многообещающий дебютант, исполнивший главную роль | • Мэри Бет Хёрт — «Интерьеры»                                                  |
| Лучший сценарий                                         | • «Джулия» — Элвин Сарджент                                                    |
| Лучший сценарий                                         | • «Близкие контакты третьей степени» — Стивен Спилберг                         |
| Лучший сценарий                                         | • «До свидания, дорогая» — Нил Саймон                                          |
| Лучший сценарий                                         | • «Свадьба» — Роберт Олтмен, Джон Консидайн, Аллан Ф. Николлс, Патриция Ресник |

### Другие категории
| Категории                                                           | Победитель и номинанты |
| ------------------------------------------------------------------- | --- |
| Лучшая музыка к фильму                                              | • «Звёздные войны. Эпизод IV: Новая надежда» — Джон Уильямс |
| Лучшая музыка к фильму                                              | • «Близкие контакты третьей степени» — Джон Уильямс |
| Лучшая музыка к фильму                                              | • «Джулия» — Жорж Делерю |
| Лучшая музыка к фильму                                              | • «Лихорадка субботнего вечера» — Bee Gees |
| Лучшая операторская работа                                          | • «Джулия» — Дуглас Слокомб |
| Лучшая операторская работа                                          | • «Близкие контакты третьей степени» — Вилмош Жигмонд |
| Лучшая операторская работа                                          | • «Дуэлянты» — Фрэнк Тайди |
| Лучшая операторская работа                                          | • «Супермен» — Джеффри Ансуорт |
| Лучший дизайн костюмов                                              | • «Смерть на Ниле» — Энтони Пауэлл |
| Лучший дизайн костюмов                                              | • «Джулия» — Антея Силберт, Джоан Бридж, Энналиса Назалли-Рокка |
| Лучший дизайн костюмов                                              | • «Дуэлянты» — Том Рэнд |
| Лучший дизайн костюмов                                              | • «Звёздные войны. Эпизод IV: Новая надежда» — Джон Молло |
| Лучшая работа художника-постановщика                                | • «Близкие контакты третьей степени» — Джо Алвес |
| Лучшая работа художника-постановщика                                | • «Джулия» — Джин Каллахан, Уилли Холт, Кармен Диллон |
| Лучшая работа художника-постановщика                                | • «Звёздные войны. Эпизод IV: Новая надежда» — Джон Бэрри |
| Лучшая работа художника-постановщика                                | • «Супермен» — Джон Бэрри |
| Лучший монтаж                                                       | • «Полуночный экспресс» — Джерри Хэмблинг |
| Лучший монтаж                                                       | • «Близкие контакты третьей степени» — Майкл Кан |
| Лучший монтаж                                                       | • «Джулия» — Уолтер Мёрч |
| Лучший монтаж                                                       | • «Звёздные войны. Эпизод IV: Новая надежда» — Пол Хирш, Марсия Лукас, Ричард Чу |
| Лучший звук                                                         | • «Звёздные войны. Эпизод IV: Новая надежда» — Сэм Шоу, Роберт Рутледж, Гордон Дэвидсон, Джин Корсо, Дерек Болл, Дон МакДугалл, Боб Минклер, Рэй Уэст, Майкл Минклер, Ле Фрешольц, Ричард Портман, Бен Бёртт |
| Лучший звук                                                         | • «Близкие контакты третьей степени» — Роберт Кнудсон, Роберт Гласс, Дон МакДугалл, Джин С. Кантамесса, Стивен Кац, Фрэнк Уорнер, Ричард Освальд                                                             |
| Лучший звук                                                         | • «Лихорадка субботнего вечера» — Майкл Колган, Лес Лазаровиц, Джон Уилкинсон, Роберт В. Гласс младший, Джон Т. Рейц                                                                                         |
| Лучший звук                                                         | • «Супермен» — Крис Гринэм, Гордон МакКаллум, Питер Пеннелл, Майкл Хопкинс, Пэт Фостер, Стэн Файферман, Джон Фостер, Рой Чарман, Норман Болланд, Брайан Маршалл, Чарльз Шмитц, Ричард Рагус, Крис Лардж      |
| Лучший короткометражный документальный фильм                        | • Hokusai: An Animated Sketchbook — Тони Уайт |
| Лучший короткометражный документальный фильм                        | • I’ll Find a Way — Беверли Шэффер |
| Лучший короткометражный документальный фильм                        | • Planet Water — Дерек Уильямс |
| Лучший короткометражный документальный фильм                        | • Sunday Muddy Sunday — Линдсей Дэйл |
| Лучший специализированный фильм                                     | • Twenty Times More Likely — Роберт Янг |
| Лучший специализированный фильм                                     | • How a Mann Schall be Armyd — Энтони Уилкинсон |
| Лучший специализированный фильм                                     | • Play Safe — Дэвид Иди |
| Лучший специализированный фильм                                     | • The Safety Net — Леонард Льюис |
| Премия Майкла Бэлкона за вклад в развитие британского кинематографа | • Лес Боуи, Колин Чилверс, Денис Куп, Рой Филд, Дерек Меддингс, Зоран Перишич, Уолли Виверс — за визуальные эффекты для фильма «Супермен»                                                                    |
| BAFTA Academy Fellowship Award                                      | • Лью Грейд — продюсер |
| BAFTA Academy Fellowship Award                                      | • Хав Уэлдон — продюсер |